# DFB-Pokal 1976/77
DFB-Pokalsieger 1977, Sieger in diesem Fußball-Wettbewerb, wurde der 1. FC Köln. Zum einzigen Mal musste 1977 nach einem 1:1 nach Verlängerung zwischen dem 1. FC Köln und Hertha BSC der DFB-Pokalsieger in einem Wiederholungsspiel ermittelt werden. Der 1. FC Köln gewann dies 1:0. Seit der Saison 1977/78 werden Endspiele durch Elfmeterschießen entschieden. Erstmals kam es 1984 hierzu. 
Titelverteidiger Hamburger SV schied in der 2. Hauptrunde gegen Bayern München aus.
Dieter Müller vom 1. FC Köln schoss in dieser Austragung 14 Tore, womit er neben Ernst Willimowski, dem dasselbe 1942 gelang, Rekordtorschützenkönig des Wettbewerbs ist.
Die Kölner nahmen neben Titelverteidiger HSV am Europapokal der Pokalsieger teil, schieden aber bereits in der ersten Runde gegen den FC Porto aus. Für die Hamburger war in der zweiten Runde der spätere Cupsieger RSC Anderlecht zu stark.

## Teilnehmende Mannschaften
Für die 1. Hauptrunde waren folgende Mannschaften qualifiziert:
| Bundesliga | 2. Bundesliga | Amateure Nord Berlin Westfalen Nordrhein | Amateure Hessen Südwest Baden-Württemberg Bayern |
| --- | --- | --- | --- |
| Borussia Mönchengladbach FC Schalke 04 Eintracht Braunschweig Eintracht Frankfurt 1. FC Köln Hamburger SV (TV) FC Bayern München Borussia Dortmund MSV Duisburg Hertha BSC Werder Bremen Fortuna Düsseldorf 1. FC Kaiserslautern 1. FC Saarbrücken VfL Bochum Karlsruher SC Tennis Borussia Berlin Rot-Weiss Essen | - Nord: FC St. Pauli Arminia Bielefeld Wuppertaler SV Bayer Uerdingen Hannover 96 Preußen Münster Alemannia Aachen Schwarz-Weiß Essen VfL Osnabrück Bayer 04 Leverkusen Westfalia Herne SC Fortuna Köln SG Wattenscheid 09 1. SC Göttingen 05 Wacker 04 Berlin SG Union Solingen - Süd: VfB Stuttgart TSV 1860 München Kickers Offenbach FC 08 Homburg 1. FC Nürnberg SV Darmstadt 98 FSV Frankfurt SpVgg Fürth FC Augsburg Stuttgarter Kickers SV Waldhof Mannheim FC Bayern Hof SpVgg Bayreuth SV Röchling Völklingen Eintracht Trier FK Pirmasens SSV Jahn Regensburg | - Nord: Sparta Bremerhaven Bremer SV Hannover 96 Amateure Werder Bremen Amateure SpVgg Preußen Hameln SC Urania Hamburg SC Victoria Hamburg OSC Bremerhaven Phönix Lübeck SV Meppen Itzehoer SV VfB Oldenburg VfL Pinneberg Sportfreunde Salzgitter TuRa Harksheide IF Tönning VfR Laboe - Berlin: Hertha BSC Amateure Hertha Zehlendorf BFC Preussen SC Union 06 Berlin Spandauer SV - Westfalen: Spvg Steinhagen VfB Weidenau SVA Gütersloh SpVgg Erkenschwick DJK Gütersloh Lüner SV BV Bad Lippspringe - Nordrhein: TuS 08 Langerwehe 1. FC Bocholt Olympia Bocholt Hülser FC VfR Neuß Blau-Weiß Niederembt 1. FC Köln Amateure Concordia Haaren 1. FC Mülheim-Styrum | - Hessen: SV Wiesbaden FC Hanau 93 SSV Dillenburg SG Egelsbach TSG Leihgestern - Südwest: Südwest Ludwigshafen SV Saar 05 Saarbrücken Wormatia Worms Hassia Bingen VfR Frankenthal 1. FSV Mainz 05 Sportfreunde Eisbachtal VfB Theley Spvgg Andernach Eintracht Bad Kreuznach SG Ellingen-Bonefeld FC Ensdorf TuS Mayen SV Weiskirchen - Baden-Württemberg: VfR Mannheim SC Freiburg FC Konstanz VfR Heilbronn FC 08 Villingen SSV Ulm 1846 VfR Pforzheim SSV Reutlingen 05 SV Neckargerach FV Faurndau VfR Achern SpVgg Freudenstadt SG Dielheim TV Unterboihingen - Bayern: 1. FC Passau 1. FC Schweinfurt 05 TuS Feuchtwangen SVO Germaringen TSV Güntersleben SSV Jahn Regensburg FC Bayern München Amateure |

## 1. Hauptrunde
| Datum     |                          | Ergebnis  |                            |
| --------- | ------------------------ | --------- | -------------------------- |
| Fr 06.08. | Hannover 96              | 0:1       | MSV Duisburg               |
| Fr 06.08. | SV Wiesbaden             | 1:3       | FC Schalke 04              |
| Fr 06.08. | 1. FC Kaiserslautern     | 1:0       | VfR Mannheim               |
| Fr 06.08. | SC Fortuna Köln          | 4:1       | Westfalia Herne            |
| Fr 06.08. | Kickers Offenbach        | 4:4 n. V. | SpVgg Bayreuth             |
| Fr 06.08. | Bayer Uerdingen          | 6:0       | VfB Weidenau               |
| Sa 07.08. | VfB Stuttgart            | 3:0       | SpVgg Fürth                |
| Sa 07.08. | Arminia Bielefeld        | 6:2 n. V. | 1. FC Passau               |
| Sa 07.08. | Hamburger SV             | 4:1       | Schwarz-Weiß Essen         |
| Sa 07.08. | Fortuna Düsseldorf       | 3:1       | Eintracht Trier            |
| Sa 07.08. | Werder Bremen            | 4:0       | Südwest Ludwigshafen       |
| Sa 07.08. | Karlsruher SC            | 2:0       | 1. FC Bocholt              |
| Sa 07.08. | SpVgg Preußen Hameln     | 0:5       | 1. FC Saarbrücken          |
| Sa 07.08. | Hertha BSC               | 7:3       | TuS 08 Langerwehe          |
| Sa 07.08. | FK Pirmasens             | 5:1       | Preußen Münster            |
| Sa 07.08. | FC Bayern Hof            | 3:2       | VfB Oldenburg              |
| Sa 07.08. | VfL Pinneberg            | 0:4       | FC Augsburg                |
| Sa 07.08. | SV Waldhof Mannheim      | 6:0       | Bremer SV                  |
| Sa 07.08. | 1. FC Köln Amateure      | 1:2       | SV Röchling Völklingen     |
| Sa 07.08. | SG Wattenscheid 09       | 5:1       | TuRa Harksheide            |
| Sa 07.08. | FC 08 Homburg            | 2:1       | SpVgg Erkenschwick         |
| Sa 07.08. | Bayer 04 Leverkusen      | 4:0       | IF Tönning                 |
| Sa 07.08. | Werder Bremen Amateure   | 0:3       | 1. FC Nürnberg             |
| Sa 07.08. | SC Freiburg              | 1:6       | Stuttgarter Kickers        |
| Sa 07.08. | SSV Jahn Regensburg      | 3:1       | VfR Heilbronn              |
| Sa 07.08. | FV Faurndau              | 1:4       | FC Hanau 93                |
| Sa 07.08. | SSV Dillenburg           | 1:3       | FC Bayern München Amateure |
| Sa 07.08. | 1. FC Schweinfurt 05     | 2:3       | Hassia Bingen              |
| Sa 07.08. | Hertha BSC Amateure      | 0:2       | DJK Gütersloh              |
| Sa 07.08. | Blau-Weiß Niederembt     | 1:3       | Spandauer SV               |
| Sa 07.08. | VfB Theley               | 2:0       | BFC Preussen               |
| Sa 07.08. | VfR Pforzheim            | 2:3       | Olympia Bocholt            |
| Sa 07.08. | SV Neckargerach          | 3:1       | SSV Ulm 1846               |
| Sa 07.08. | Spvgg Andernach          | 1:1 n. V. | 1. FSV Mainz 05            |
| Sa 07.08. | Sportfreunde Salzgitter  | 2:1       | Hülser FC                  |
| Sa 07.08. | Lüner SV                 | 0:1 n. V. | SG Ellingen-Bonefeld       |
| Sa 07.08. | Spvg Steinhagen          | 0:3       | VfL Bochum                 |
| Sa 07.08. | Borussia Dortmund        | 10:00     | Concordia Haaren           |
| Sa 07.08. | FC Konstanz              | 0:2       | Alemannia Aachen           |
| Sa 07.08. | SV Meppen                | 2:3 n. V. | Rot-Weiss Essen            |
| Sa 07.08. | Phönix Lübeck            | 0:2       | Eintracht Bad Kreuznach    |
| Sa 07.08. | FSV Frankfurt            | 5:0       | SpVgg Freudenstadt         |
| Sa 07.08. | TSV 1860 München         | 1:0 n. V. | Wuppertaler SV             |
| Sa 07.08. | Tennis Borussia Berlin   | 5:0       | Sparta Bremerhaven         |
| Sa 07.08. | SV Saar 05 Saarbrücken   | 1:6       | Eintracht Frankfurt        |
| So 08.08. | TSV Güntersleben         | 1:2 n. V. | SSV Reutlingen 05          |
| So 08.08. | Itzehoer SV              | 0:7       | 1. FC Köln                 |
| So 08.08. | Wacker 04 Berlin         | 1:0       | FC 08 Villingen            |
| So 08.08. | OSC Bremerhaven          | 3:0       | VfR Neuß                   |
| So 08.08. | VfL Osnabrück            | 12:10     | SC Union 06 Berlin         |
| So 08.08. | SC Urania Hamburg        | 1:6       | FC St. Pauli               |
| So 08.08. | SVA Gütersloh            | 2:3 n. V. | SV Darmstadt 98            |
| So 08.08. | SVO Germaringen          | 9:0       | VfR Laboe                  |
| So 08.08. | Hertha Zehlendorf        | 1:0       | TuS Mayen                  |
| So 08.08. | SC Victoria Hamburg      | 1:0       | FC Ensdorf                 |
| So 08.08. | TuS Feuchtwangen         | 4:3 n. V. | SV Weiskirchen             |
| So 08.08. | 1. FC Mülheim-Styrum     | 0:3       | SG Egelsbach               |
| So 08.08. | Sportfreunde Eisbachtal  | 1:1 n. V. | TSG Leihgestern            |
| So 08.08. | VfR Achern               | 2:0       | BV Bad Lippspringe         |
| So 08.08. | SG Union Solingen        | 1:1 n. V. | VfR Frankenthal            |
| So 08.08. | TV Unterboihingen        | 8:2       | SG Dielheim                |
| Di 10.08. | Hannover 96 Amateure     | 00:10     | FC Bayern München          |
| Mi 01.09. | Wormatia Worms           | 2:1       | 1. SC Göttingen 05         |
| Di 07.09. | Borussia Mönchengladbach | 0:2       | Eintracht Braunschweig     |

### Wiederholungsspiele
| Datum     |                 | Ergebnis  |                         |
| --------- | --------------- | --------- | ----------------------- |
| Mi 01.09. | VfR Frankenthal | 0:1 n. V. | SG Union Solingen       |
| Mi 01.09. | SpVgg Bayreuth  | 4:1       | Kickers Offenbach       |
| Mi 01.09. | 1. FSV Mainz 05 | 3:0       | Spvgg Andernach         |
| Mi 01.09. | TSG Leihgestern | 0:2       | Sportfreunde Eisbachtal |

## 2. Hauptrunde
| Datum     |                         | Ergebnis  |                            |
| --------- | ----------------------- | --------- | -------------------------- |
| Fr 15.10. | SSV Jahn Regensburg     | 1:2 n. V. | SC Fortuna Köln            |
| Fr 15.10. | Bayer Uerdingen         | 3:0       | 1. FSV Mainz 05            |
| Fr 15.10. | Eintracht Frankfurt     | 10:20     | Hertha Zehlendorf          |
| Sa 16.10. | FC Bayern München       | 5:1       | Hamburger SV               |
| Sa 16.10. | Fortuna Düsseldorf      | 2:4 n. V. | 1. FC Köln                 |
| Sa 16.10. | 1. FC Saarbrücken       | 0:3       | Rot-Weiss Essen            |
| Sa 16.10. | Hertha BSC              | 3:1       | FC Bayern Hof              |
| Sa 16.10. | Stuttgarter Kickers     | 1:1 n. V. | 1. FC Kaiserslautern       |
| Sa 16.10. | Werder Bremen           | 4:1       | SG Wattenscheid 09         |
| Sa 16.10. | Alemannia Aachen        | 0:0 n. V. | Borussia Dortmund          |
| Sa 16.10. | FC 08 Homburg           | 10:2 1    | Karlsruher SC              |
| Sa 16.10. | FC Schalke 04           | 6:1       | SG Ellingen-Bonefeld       |
| Sa 16.10. | VfB Theley              | 0:4       | MSV Duisburg               |
| Sa 16.10. | Bayer 04 Leverkusen     | 3:1 n. V. | FC St. Pauli               |
| Sa 16.10. | VfB Stuttgart           | 2:0       | SG Union Solingen          |
| Sa 16.10. | FSV Frankfurt           | 2:1 n. V. | Eintracht Bad Kreuznach    |
| Sa 16.10. | SG Egelsbach            | 0:2       | VfL Osnabrück              |
| Sa 16.10. | Arminia Bielefeld       | 6:0       | SVO Germaringen            |
| Sa 16.10. | FC Hanau 93             | 1:6       | TSV 1860 München           |
| Sa 16.10. | SC Victoria Hamburg     | 2:5       | SV Waldhof Mannheim        |
| Sa 16.10. | SV Neckargerach         | 2:3       | FK Pirmasens               |
| Sa 16.10. | SpVgg Bayreuth          | 2:1       | SSV Reutlingen 05          |
| Sa 16.10. | Sportfreunde Salzgitter | 1:2       | FC Bayern München Amateure |
| Sa 16.10. | TuS Feuchtwangen        | 2:3 n. V. | DJK Gütersloh              |
| Sa 16.10. | Wormatia Worms          | 1:2       | FC Augsburg                |
| So 17.10. | SV Röchling Völklingen  | 2:1       | Eintracht Braunschweig     |
| So 17.10. | Tennis Borussia Berlin  | 4:4 n. V. | Olympia Bocholt            |
| S0 17.10. | OSC Bremerhaven         | 1:3       | VfL Bochum                 |
| S0 17.10. | SC Wacker 04 Berlin     | 0:5       | 1. FC Nürnberg             |
| So 17.10. | Spandauer SV            | 2:3       | SV Darmstadt 98            |
| So 17.10. | Sportfreunde Eisbachtal | 0:4       | Hassia Bingen              |
| So 17.10. | VfR Achern              | 1:2       | TV Unterboihingen          |

### Wiederholungsspiele
| Datum     |                      | Ergebnis              |                        |
| --------- | -------------------- | --------------------- | ---------------------- |
| Di 09.11. | Borussia Dortmund    | 2:0                   | Alemannia Aachen       |
| Di 16.11. | 1. FC Kaiserslautern | 3:1                   | Stuttgarter Kickers    |
| Di 16.11. | Olympia Bocholt      | 1:1 n. V. (1:3 i. E.) | Tennis Borussia Berlin |
| Mi 15.12. | FC 08 Homburg        | 1:0                   | Karlsruher SC          |

## 3. Hauptrunde
| Datum     |                            | Ergebnis  |                        |
| --------- | -------------------------- | --------- | ---------------------- |
| Mi 15.12. | 1. FC Köln                 | 5:1       | Tennis Borussia Berlin |
| Fr 17.12. | Bayer Uerdingen            | 3:1       | 1. FC Kaiserslautern   |
| Sa 18.12. | Rot-Weiss Essen            | 5:1       | VfL Bochum             |
| Sa 18.12. | Werder Bremen              | 3:0       | Bayer 04 Leverkusen    |
| Sa 18.12. | SV Darmstadt 98            | 0:1 n. V. | Hertha BSC             |
| Sa 18.12. | SV Röchling Völklingen     | 2:3       | Eintracht Frankfurt    |
| Sa 18.12. | FC Schalke 04              | 1:0       | FSV Frankfurt          |
| Sa 18.12. | VfL Osnabrück              | 3:1 n. V. | Borussia Dortmund      |
| Sa 18.12. | FC Bayern München          | 10:10     | TV Unterboihingen      |
| Sa 18.12. | FC Augsburg                | 2:1       | TSV 1860 München       |
| Sa 18.12. | FK Pirmasens               | 3:4       | Arminia Bielefeld      |
| Sa 18.12. | 1. FC Nürnberg             | 3:2       | SV Waldhof Mannheim    |
| Sa 18.12. | SpVgg Bayreuth             | 2:1       | Hassia Bingen          |
| Sa 18.12. | MSV Duisburg               | 4:0       | SC Fortuna Köln        |
| So 19.12. | DJK Gütersloh              | 0:6       | FC 08 Homburg          |
| So 19.12. | FC Bayern München Amateure | 2:1       | VfB Stuttgart          |

## Achtelfinale
| Datum               |                   | Ergebnis  |                            |
| ------------------- | ----------------- | --------- | -------------------------- |
| Sa 08.01. 14:00 Uhr | SpVgg Bayreuth    | 2:0       | FC Augsburg                |
| Sa 08.01. 14:30 Uhr | 1. FC Nürnberg    | 1:0       | VfL Osnabrück              |
| Sa 08.01. 15:30 Uhr | MSV Duisburg      | 1:2       | Hertha BSC                 |
| Sa 08.01. 15:30 Uhr | FC Schalke 04     | 2:2 n. V. | Eintracht Frankfurt        |
| Sa 08.01. 15:30 Uhr | Bayer Uerdingen   | 2:0       | Werder Bremen              |
| Sa 08.01. 15:30 Uhr | Rot-Weiss Essen   | 2:0       | Arminia Bielefeld          |
| Sa 08.01. 15:30 Uhr | 1. FC Köln        | 7:2       | FC 08 Homburg              |
| Sa 08.01. 15:30 Uhr | FC Bayern München | 5:3       | FC Bayern München Amateure |

### Wiederholungsspiel
| Datum     |                     | Ergebnis |               |
| --------- | ------------------- | -------- | ------------- |
| Di 25.01. | Eintracht Frankfurt | 4:3      | FC Schalke 04 |

## Viertelfinale
| Datum     |                 | Ergebnis  |                     |
| --------- | --------------- | --------- | ------------------- |
| Mi 09.02. | 1. FC Köln      | 4:2       | 1. FC Nürnberg      |
| Sa 19.02. | Hertha BSC      | 4:2 n. V. | FC Bayern München   |
| Sa 19.02. | Bayer Uerdingen | 6:3 n. V. | Eintracht Frankfurt |
| Sa 19.02. | SpVgg Bayreuth  | 1:2       | Rot-Weiss Essen     |

## Halbfinale
| Datum      |                 | Ergebnis |                 |
| ---------- | --------------- | -------- | --------------- |
| Do, 07.04. | 1. FC Köln      | 4:0      | Rot-Weiss Essen |
| Do, 07.04. | Bayer Uerdingen | 0:1      | Hertha BSC      |

## Finale
| Paarung        | Hertha BSC – 1. FC Köln |
| Ergebnis       | 1:1 n. V. (1:1, 0:1) |
| Datum          | 28. Mai 1977 |
| Stadion        | Niedersachsenstadion, Hannover |
| Zuschauer      | 54.000 |
| Schiedsrichter | Rudolf Frickel (München) |
| Tore           | 0:1 Dieter Müller (44.) 1:1 Lorenz Horr (64.) |
| Hertha BSC     | Norbert Nigbur – Holger Brück – Michael Sziedat, Uwe Kliemann, Hans Weiner – Erwin Hermandung (69. Bernd Gersdorff), Wolfgang Sidka, Erich Beer – Gerhard Grau (112. Hans-Joachim Förster), Karl-Heinz Granitza, Lorenz Horr Cheftrainer: Georg Keßler       |
| 1. FC Köln     | Toni Schumacher – Roland Gerber – Harald Konopka, Gerd Strack, Herbert Zimmermann – Heinz Simmet, Wolfgang Overath (91. Herbert Neumann), Heinz Flohe – Roger Van Gool, Dieter Müller, Hannes Löhr (81. Preben Elkjær Larsen) Cheftrainer: Hennes Weisweiler |

### Wiederholungsspiel
| Paarung        | 1. FC Köln – Hertha BSC |
| Ergebnis       | 1:0 (0:0) |
| Datum          | 30. Mai 1977 |
| Stadion        | Niedersachsenstadion, Hannover |
| Zuschauer      | 35.000 |
| Schiedsrichter | Klaus Ohmsen (Hamburg) |
| Tore           | 1:0 Dieter Müller (70.) |
| 1. FC Köln     | Toni Schumacher – Roland Gerber – Harald Konopka, Gerd Strack, Herbert Zimmermann – Heinz Simmet, Herbert Neumann (77. Bernhard Cullmann), Heinz Flohe – Roger Van Gool, Dieter Müller, Hannes Löhr Cheftrainer: Hennes Weisweiler                 |
| Hertha BSC     | Norbert Nigbur – Holger Brück – Michael Sziedat, Uwe Kliemann, Hans Weiner – Erwin Hermandung (80. Jørgen Kristensen), Wolfgang Sidka (70. Bernd Gersdorff), Erich Beer – Gerhard Grau, Karl-Heinz Granitza, Lorenz Horr Cheftrainer: Georg Keßler |